# Mad Professor
Neil Joseph Stephen Fraser (Georgetown, 27 de març de 1955) conegut pel seu nom artístic Mad Professor, és un productor i enginyer de música dub de la Guyana establert a Anglaterra. És considerat un dels principals productors de la segona generació de música dub i va ser fonamental en la transició del dub a l'era digital. Ha col·laborat amb artistes de reggae com Lee «Scratch» Perry, Sly i Robbie, Pato Banton, Jah Shaka, Massilia Sound System, Fermin Muguruza, Jah Shaka, U-Roy i Horace Andy. Des de la dècada del 1990 ha remesclat temes de Sade, Grace Jones, The Orb, The KLF, Beastie Boys, Jamiroquai, Rancid, Depeche Mode, Miss Kittin i Ayumi Hamasaki. El seu projecte més conegut, potser, és No Protection (EMI, 1995), una versió dub del segon àlbum de Massive Attack, Protection (1994), que en una setmana va vendre 100.000 còpies i a l'any un milió. Els fills de Fraser continuen la tradició musical del seu pare, produint dub amb el sobrenom de Joe i Kamal Ariwa.

## Biografia
Fraser va ser renomenat Mad Professor quan era un nen a causa de la seva fascinació per l'electrònica i la destresa amb la tecnologia, demostrada aviat amb una ràdio i un telèfon casolans que va fer abans dels 14 anys. En aquella època va emigrar de Guyana a Londres i més endavant va començar la seva carrera musical com a tècnic de so. A poc a poc va anar recollint equips d'enregistrament i mescles i el 1979 va inaugurar el seu propi estudi de gravació de quatre pistes, Ariwa Sounds, a la sala d'estar de casa seva al barri de Thornton Heath. Va començar a gravar grups de lovers' rock i va gravar el seu primer àlbum després de traslladar l'estudi al barri de Peckham el 1982, equipat amb una configuració de vuit pistes, més tard ampliat a setze.
La sèrie d'àlbums Dub Me Crazy de Mad Professor va cridar l'atenció de John Peel, que emetia regularment temes dels àlbums. Tot i que els primers llançaments no van ser grans èxits comercials, a mitjans dels anys 1980 es va produir aquest canvi amb les publicacions de Sandra Cross (Country Lfe), Johnny Clarke, Peter Culture, Pato Banton i Macka B (Sign of the times). Mad Professor es va traslladar de nou, aquesta vegada a South Norwood, on va fundar el que va ser el complex d'estudis de propietat negra més gran del Regne Unit, on va atreure artistes jamaicans com Bob Andy. i Faybiene Miranda. Es va unir amb Lee «Scratch» Perry per primera vegada el 1983 per a l'enregistrament de l'àlbum Mystic Warrior (1989).

## Discografia
Mad Professor ha publicat centenars d'enregistraments originals i ha treballat amb nombrosos artistes tant de reggae com d'altres gèneres. Això no obstant, és més conegut per la sèrie Dub Me Crazy i pels 5 àlbums de Black Liberation Dub.

### Enregistraments originals
- 1983 – In A Rub A Dub Style
- 1985 – A Caribbean Taste of Technology
- 1992 – True Born African Dub
- 1994 – The Lost Scrolls of Moses
- 1995 – It's A Mad, Mad, Mad, Mad Professor
- 1997 – RAS Portraits
- 2001 – Dubbing You Crazy[5]
- 2001 – Trix in the Mix
- 2005 – Method to the Madness
- 2007 – Dub You Crazy
- 2008 – The Dubs That Time Forgot
- 2009 – Audio Illusions of Dub
- 2012 – The Roots of Dubstep

### Sèrie Dub Me Crazy
- 1982 – Dub Me Crazy
- 1982 – Beyond The Realms of Dub (Dub Me Crazy, Pt.2)
- 1983 – The African Connection (Dub Me Crazy, Pt.3)
- 1983 – Escape to the Asylum of Dub (Dub Me Crazy, Pt.4)
- 1985 – Who Knows The Secret of the Master Tape (Dub Me Crazy, Pt.5)
- 1986 – Schizophrenic Dub (Dub Me Crazy, Pt.6)
- 1987 – Adventures of a Dub Sampler (Dub Me Crazy, Pt.7)
- 1988 – Experiments of the Aural Kind (Dub Me Crazy, Pt.8)
- 1989 – Science and the Witchdoctor (Dub Me Crazy, Pt.9)
- 1990 – Psychedelic Dub (Dub Me Crazy, Pt. 10)
- 1992 – Hijacked To Jamaica (Dub Me Crazy, Pt.11)
- 1993 – Dub Maniacs on the Rampage (Dub Me Crazy, Pt.12)

### Sèrie Black Liberation Dub
- 1994 – Black Liberation Dub (Chapter 1)
- 1995 – Anti-Racist Dub Broadcast (Black Liberation Chapter 2)
- 1996 – The Evolution of Dub (Black Liberation Chapter 3)
- 1997 – Under The Spell of Dub (Black Liberation Chapter 4)
- 1999 – Afrocentric Dub (Black Liberation Chapter 5)

### Sèrie Dub You Crazy With Love
- 1997 – Dub You Crazy With Love
- 2000 – Dub You Crazy With Love (Part 2)
- 2008 – Bitter Sweet Dub

### Col·laboracions

#### Amb Lee «Scratch» Perry
- 1990 – Mystic Warrior
- 1995 – Black Ark Experryments
- 1995 – Super Ape Inna Jungle
- 1996 – Experryments at the Grass Roots of Dub
- 1996 – Who Put The Voodoo Pon Reggae
- 1996 – Dub Take the Voodoo Out of Reggae
- 1998 – Live at Maritime Hall
- 1998 – Fire in Dub
- 2000 – Lee Perry Meets Mad Professor
- 2001 – Techno Dub